# Thoothukudi
Thoothukudi (en tamil: தூத்துக்குடி ), también conocida como Tuticorin, es una localidad de la India capital del distrito de Thoothukudi, estado de Tamil Nadu.

## Geografía
Se encuentra a una altitud de 7 m.s.m. a 580 km de la capital estatal, Chennai, en la zona horaria UTC +5:30.

## Demografía
Según estimación 2010 contaba con una población de 219.654 habitantes.

## Transporte
La ciudad cuenta con un aeropuerto que está ubicado a unos 15 km del centro.